# Instituto dos Advogados da Bahia
O Instituto dos Advogados da Bahia (IAB-BA) foi fundado na então Província da Bahia, aos 15 de junho de 1897. É a instituição máxima, parceira do Instituto dos Advogados Brasileiros no cultivo do conhecimento jurídico da prática advocatícia (no âmbito do Estado da Bahia), da qual fazem parte, desde 1897, juristas da estirpe de Pontes de Miranda, Ruy Barbosa, Josaphat Marinho,Orlando Gomes e Taurino Araújo.  
Para o triênio 2015-2018, foi eleita a mesa diretora formada por Carlos Rátis (presidente), Sérgio Emílio Schlang (vice-presidente), Antônio Menezes Filho (diretor-secretário), Jovani de Aguiar Pereira (diretor-financeiro), Rafael Barreto (responsável pela doutrina e jurisprudência) e Ricardo Maurício (diretor de cursos e difusão). A cerimônia de posse ocorreu em 25 de março de 2015 na Fundação Instituto Feminino da Bahia.